# Alte Bürg (Riesbürg)
Die Alte Bürg, auch Altebürg Utzmemmingen, ist die Ruine einer Höhenburg vermutlich aus dem 12. Jahrhundert bei dem Hof Altenbürg, einem Ortsteil der Gemeinde Riesbürg, im Ostalbkreis in Baden-Württemberg.

## Geographische Lage
Die Ruine der Spornburg befindet sich in etwa 525 m ü. NN Höhe auf einer Kuppe eines nach Osten gerichteten Bergspornes über dem Tal des Maienbaches. Sie liegt unmittelbar nördlich des Hofes Altenbürg, etwa 1800 Meter südlich von Utzmemmingen.

## Geschichte
Im Jahr 1274 wird die Alte Bürg zum ersten Mal erwähnt, als Konrad von Oettingen das castrum dictum urbem antiquam, also „die Burg, die alte Burg (urbs bezeichnet im Mittelalter allgemein eine Burg oder Burgsiedlung) genannt wird“, an das Kloster Zimmern verkaufte. Die Burg war damals also bereits abgegangen.
Auf dem Tauschweg kam 1318 der ehemalige Wirtschaftshof der Burg und der Burgstall Altenbürg an Hermann und Herdegen von Hürnheim zu Katzenstein. Sie verkauften 1395 den Besitz für 800 Pfund Heller an die Nördlinger Bürger Götz Ainkürn und Fritz Töter weiter; von der Familie Töter ging unter anderem der Burgstall 1411 an das Spital in Nördlingen über. 1665 kamen der Hof und die Burgstelle wieder an die Oettinger, als Graf Wolfgang IV. von Oettingen-Wallerstein Altenbürg erwarb.
1926 gelangte der Besitz durch Tausch an den heutigen Eigentümer, die Vereinigten Wohltätigkeitsstiftungen Nördlingen. Zeitweise war im Hauptgebäude zudem eine Forstdienststelle des Nördlinger Stiftungswaldes untergebracht. In den folgenden Jahrzehnten wurde, auch nachdem die Landwirtschaft aufgegeben und die zugehörigen Flächen zum Teil aufgeforstet waren, im Jagdhaus durch Pächter eine Ausflugsgaststätte betrieben. Sie ist seit 31. Dezember 2023 geschlossen.
1934 bis 1935 führte Ernst Frickhinger Ausgrabungen auf dem Gelände der Burg durch, bei denen die Grundmauern freigelegt und dokumentiert wurden. Von der ehemaligen Burganlage sind nur noch geringe Mauerreste und die Burgkapelle, die dem Heiligen Hippolyt geweiht ist, vorhanden.